# J・A・M
『J・A・M』（ジェイ・エー・エム）はJUDY AND MARYの1枚目のアルバム。

## 解説
- メジャーデビューアルバム。全体的に短くパンクアレンジの曲が収録されている。
- イニシャル（初回出荷枚数）は9500枚だった[1]。
- キャッチコピーは「夢を追い続ける全ての人へ・・・」であるが、後にYUKIは「意味がわからなかった」と語っている。
- LOVE ME DO以外全て恩田快人の作曲である。
- 当初の恩田のコンセプトが詰まった好盤でもある。
- CD盤の発売から、半年後にMD盤が発売されている。(規格品番：ESYB7070)

## メンバー
- YUKI - ボーカル、作詞
- TAKUYA - ギター、作詞
- 恩田快人 - ベース、リーダー
- 五十嵐公太 - ドラムス

## 収録曲
| 全編曲: JUDY AND MARY。 |                         |           |           |       |
| #                       | タイトル                | 作詞      | 作曲      | 時間  |
| 1.                      | 「JUDY IS A T∀NK GIRL」 | YUKI      | 恩田快人  | 3:00  |
| 2.                      | 「LOVE ME DO」          | YUKI      | YUKI      | 3:32  |
| 3.                      | 「SLAP DASH!」          | YUKI      | 恩田快人  | 1:30  |
| 4.                      | 「POWER OF LOVE」       | YUKI      | 恩田快人  | 4:43  |
| 5.                      | 「BLUE TEARS」          | YUKI      | 恩田快人  | 3:22  |
| 6.                      | 「BABY "Q"」            | YUKI      | 恩田快人  | 3:41  |
| 7.                      | 「彼女の大切なもの」    | YUKI      | 恩田快人  | 2:34  |
| 8.                      | 「LOLITA A-GO-GO」      | YUKI      | 恩田快人  | 2:43  |
| 9.                      | 「MAKE UP ONE'S MIND」  | YUKI      | 恩田快人  | 2:53  |
| 10.                     | 「DAYDREAM」            | YUKI      | 恩田快人  | 3:26  |
| 11.                     | 「あいたくて」          | YUKI      | 恩田快人  | 3:22  |
| 12.                     | 「GLAMOUR PUNKS」       | 恩田快人  | 恩田快人  | 2:53  |
| 合計時間:               | 合計時間:               | 合計時間: | 合計時間: | 37:39 |

### 楽曲解説
1. JUDY IS A T∀NK GIRL
2. LOVE ME DO
バンド唯一のYUKI作曲。
3. SLAP DASH!
4. POWER OF LOVE
1stシングル曲。
5. BLUE TEARS
2ndシングル曲。
6. BABY "Q"
7. 彼女の大切なもの
8. LOLITA A-GO-GO
2ndシングルのカップリング曲。
9. MAKE UP ONE'S MIND
1stシングル曲のカップリング曲。
10. DAYDREAM
後に3rdシングルとしてシングルカット。
11. あいたくて
12. GLAMOUR PUNKS